# Charny (Yonne)
Pour les articles homonymes, voir Charny.
Charny est une ancienne commune française, située dans le département de l'Yonne en région Bourgogne-Franche-Comté, devenue, le 1er janvier 2016, une commune déléguée de la commune nouvelle de Charny-Orée-de-Puisaye.

## Géographie
Commune du nord-ouest du département de l'Yonne, elle appartient au Pays de Puisaye-Forterre, région de bocage à l’extrémité nord-ouest de la région naturelle de la Puisaye.
| - OpenStreetMap Limite communale |

### Géologie et relief
Sa géologie à sous-sol crayeux est plus proche de celle du Gâtinais que de celle de la Puisaye (caractérisée quant à elle par des argiles, grès ferrugineux et sables).
La vallée de l'Ouanne entaille la commune du nord au sud. Rivière sujette à des débordements saisonniers, ses inondations fréquentes ont freiné le développement humain jusqu'au siècle dernier.

### Hydrographie
La commune est traversée du sud au nord par la rivière de première catégorie, l'Ouanne.
Le Péruseau, un de ses affluents, se déverse dans l'Ouanne sur le territoire de la commune, au sud de Charny.
Le ru des Josselins, affluent du Péruseau, coule dans la commune en longeant (sans en être) la limite de communes avec Perreux, et conflue avec le Péruseau aux Bonnins.

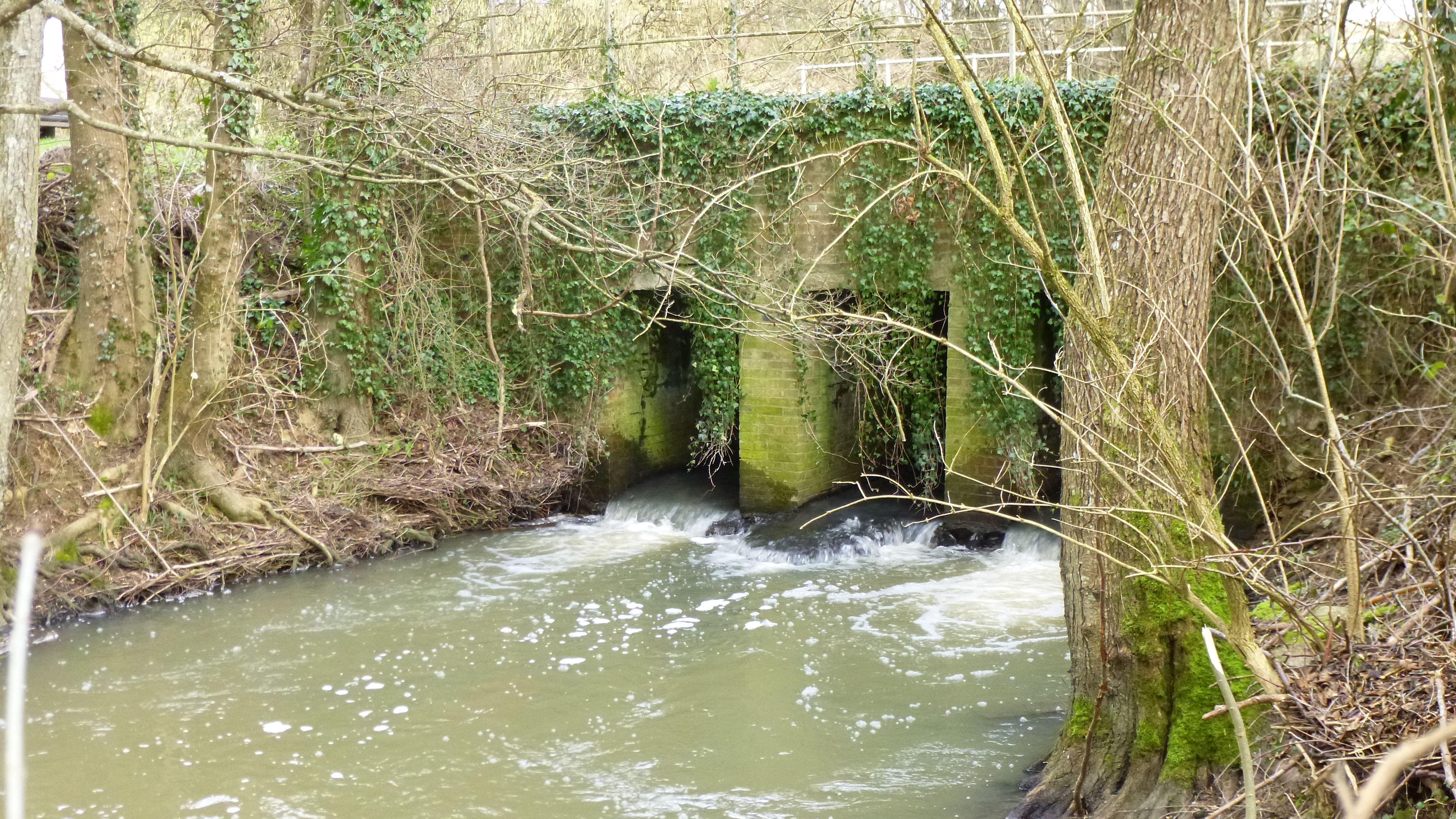
Le Péruseau aux Bonnins.
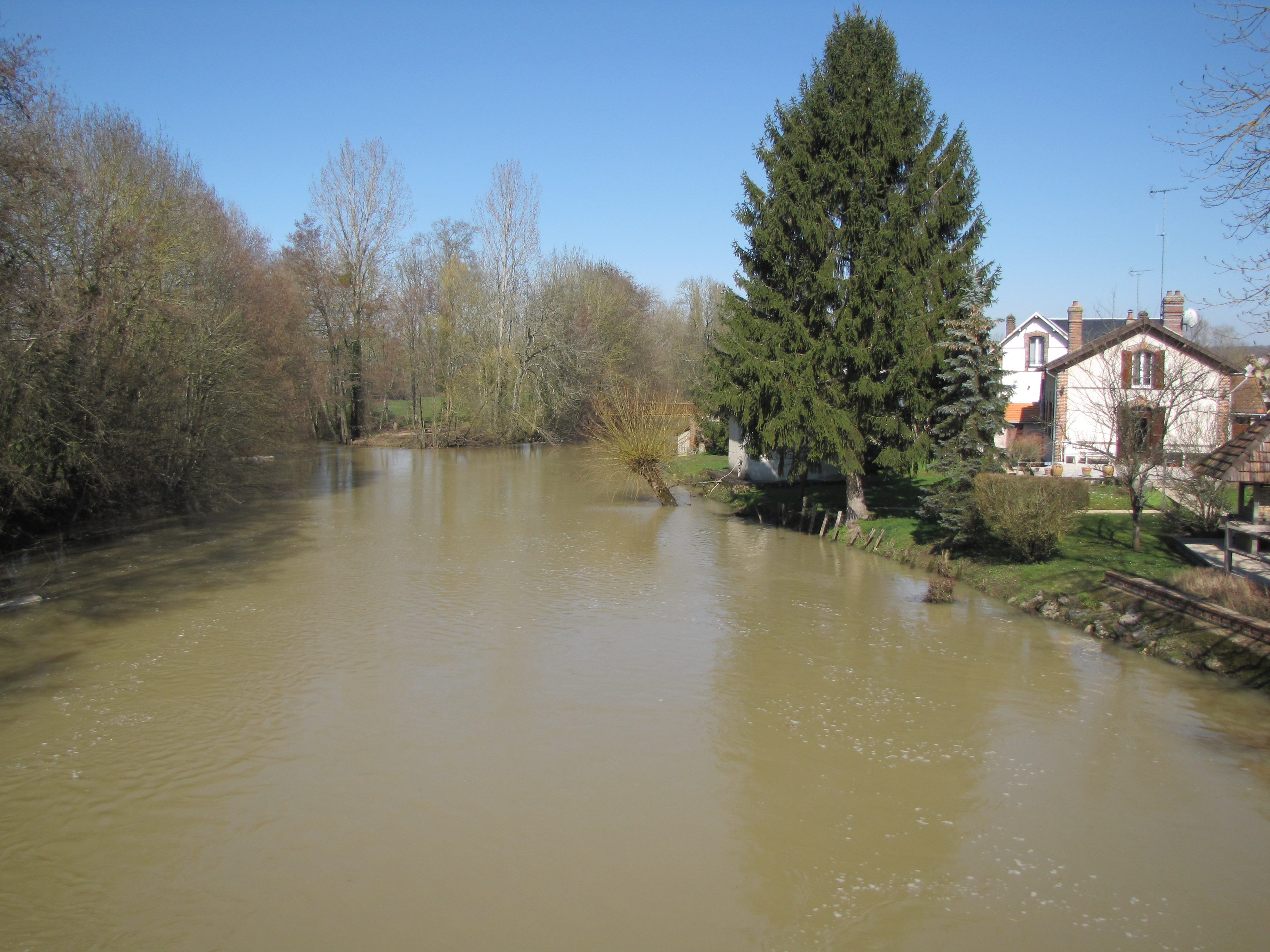
L'Ouanne rue des Ponts, petite crue de mars.

Charny fait partie du bassin versant de la Seine.
Charny est alimenté en eau potable par un forage de 30 m de profondeur appelé « forage du Péruseau », au sud du bourg. Une enquête d'utilité publique de 2013 a trouvé un excès de nitrates, de pesticides et de turbidité.

### Lieux-dits et écarts
Les lieux-dits suivis d'une astérisque sont situés à l'écart de la route indiquée.
A
- Les Anglaiseries*, Rte de Perreux
- Avillon, Rte de La Ferté (D 145)

B
- Bois Ramard, Rue des Cochards
- Les Bonnins*, Rte de Perreux
- Buisson des Cailles*, Rte de la Motte (D 950 dir. nord)

C
- Basse Cave, Allée de la Basse Cave
- Haute Cave (cheau), Rte de Saint-Maurice (D 16)
- Champ Corgeon, Rte de Champ Corgeon
- Le Clos, Allée de la Basse Cave
- Cocico, Rte de Prunoy (D 16)
- Les Corciers, Allée de la Basse Cave
- Courboissy, Rte de Courboissy
- Les Creusets, Rte de Champ Corgeon
- Les Croziers*, Rte de la Rivière

D
- Les Devaux, Rte de Chêne-Arnoult

F
- Frécambault, Rte de Chêne-Arnoult
- Frilure*, Rte de Fontenouilles (D 198)

G
- Les Gués*, Rte de la Rivière
- Les Girards, Rte de Perreux
- Les Grenouilles, Rte de Prunoy (D 16)

I
- Les Journées, Rte de Saint-Maurice (D 16)

J
- Les Jarrys*, Rte de Chêne-Arnoult

M
- Les Mailleux, Rte de Champ Corgeon
- Marolles*, Rte de Courboissy
- Les Minards, Rte de La Ferté (D 145)
- Le Mouton*, Rte de la Rivière
- La Mothe-aux-Aulnaies, Rte de la Motte (D 950 dir. nord)

O
- Les Oiseaux, Rte de Saint-Maurice (D 16)
- L'Orrière, Rte de Saint-Maurice (D 16)

P
- La Pâture*, Allée de la Basse Cave
- Péruseau*, Rte de Saint-Martin (D 950 dir. sud)
- La Plaine des Cochard, Rte de La Ferté (D 145)
- Plénoise*, Rte de Chêne-Arnoult

S
- Sainte-Anne, Rte de la Gravière
- Saint-Eloi*, Rte de Perreux
- Les Siméons, Rte de Saint-Maurice (D 16)

T
- Le Troupeau*, Rte de Courboissy
- La Tuilerie, Rte de Saint-Maurice (D 16)

V
- La Vigne des Devaux*, Rte de Chêne-Arnoult

### Voies de communications et transports
La D950 traverse le bourg, menant à Toucy à 25 km au sud, et vers la route Montargis-Joigny (D943) à 6 km au nord.
La sortie 18 de l'autoroute A6 à Sépeaux est à 14 km au nord-est.
La commune est desservie les vendredis et les dimanches par la ligne LR03 des bus du réseau TransYonne à destination de Villiers-Saint-Benoit ou Joigny.

## Toponymie
La charte de l'abbaye des Escharlis, en son temps située à 7 km de là, indique en 1120 le nom de Carnetum pour ce bourg à la frontière du pays des Carnutes.

## Histoire
Pendant le Moyen Âge jusqu'au XVIIe siècle, l'histoire de Charny est indissociable de celle de Saint-Fargeau (en Puisaye, relevant des sires de Toucy).
En 1617, René de Courtenay, abbé commendataire de l' abbaye Notre-Dame des Écharlis au diocèse de Sens, actuellement logé à Paris, rue de Bièvre, près de la Place Maubert, fait donation à Jean de Courtenay, seigneur de Frauville et de Chevillon en partie de ses droits en la terre et seigneurie de Chevillon, près Charny
En 1130 Charny appartient à l'abbaye des Escharlis. C'est en 1131 que le nom de Cavillo (Chevillon), apparaît dans un texte concernant l’abbaye de Saint-Urbain. Les moines y cultivaient la vigne sur le coteau et exploitaient également des carrières de pierre. Son seigneur est Fromond de Charny, vassal de Milon de Courtenay (de la Maison de Courtenay). Son successeur sera Renaud de Courtenay, fils de Milon de Courtenay et seigneur de Montargis et de Charny. La châtellenie inclut les paroisses utilisant le même système de poids et mesures : La Motte-aux-Aulnaies (qui était à l'époque une paroisse par elle-même), Prunoy, Malicorne, Fontenouilles et Saint-Martin. À l'époque il existait une maladrerie Saint-Lazare au nord du village, vers l'actuel pâtis ; les patients n'appartenant pas à la châtellenie seront envoyés à l'hôpital de l'Hôtel-Dieu (également situé sur Charny) à partir de 1275. Ces deux établissements de 15 lits chacun, autonomes, étaient financés par une fondation originelle et des dons (y compris de terres apportant des rentes). le village était défendu par des fossés et murs. Les Templiers possédaient un établissement à l'extérieur des murs. À l'entrée ouest, le château du Bignon gardait le pont (on appelait Bignon une source importante alimentant un plan d’eau). Ce château a disparu mais ses anciennes dépendances sont toujours là, maintenant appelées Le Clos. Les deux caves, la basse et la haute, dépendaient de la même demeure féodale. La famille Corquilleroy de Chêne-Arnoult possédait le château d'Arrabloy, maintenant appelé Rablais.
En 1226 la seigneurie passe par héritage à Robert de Courtenay-Champignelles, fils cadet d'Elisabeth de Courtenay et Pierre de France, et petit-fils de Louis le Gros, puis arrive à Guillaume II comte de Joigny (son père Guillaume Ier de Joigny avait d'abord marié Alix de Courtenay, sœur de Robert, avant d'épouser sa mère Béatrice de Sancerre), ensuite à Robert d'Artois (fils de Robert et neveu de Saint-Louis, il marie vers 1268 Amicie de Courtenay, dame de Conches et de Mehun), mais revient dans la famille de Courtenay en 1275. Cette époque est relativement prospère. Mais la guerre de Cent Ans amène, entre autres catastrophes, Robert Knolle à Malicorne qui ruine l'abbaye des Escharlis.
Les Anglais font de Charny une place forte en 1420, et la ville, qui soutient six sièges en 11 ans, est bientôt entièrement détruite.
En 1450 Jacques Cœur, Argentier de Charles VII, acquiert les terres de Saint-Fargeau dont dépend Charny. Avec la disgrâce et l'emprisonnement de Jacques Cœur en 1453, ses terres de Puisaye sont confisquées ; elles sont achetées en 1453 par Antoine de Chabannes-Dammartin, aventurier parvenu également surnommé « roi des écorcheurs » - à moins que Charles VII ne lui fasse don de la Puisaye en 1454. Montrant trop de zèle envers Charles VII, Chabannes s'attire l'animosité du futur Louis XI qui, devenu roi, le fait emprisonner en 1461 et lui confisque ses terres à son tour. Les terres de Puisaye sont rendues à Geoffroy Cœur, fils de Jacques Cœur. Mais Geoffroy Cœur ne les garde pas longtemps car Chabannes s'évade peu après, réussit à lui tendre un piège et à l'expulser de Saint-Fargeau, récupérant ainsi les terres de Puisaye ; et, 5 ans plus tard, à gagner la faveur de Louis XI. Nommé gouverneur de Paris en 1485, c'est cette année-là qu'il entreprend de rebâtir Charny resté inhabité pendant un demi-siècle et qui ne compte alors plus que 200 habitants. Pierre de Gouzolles, seigneur de la Gruerie et du Clos (nouveau nom du Bignon), bailli de Saint-Maurice et Charny, continue de travailler aux relevailles de Charny de 1490 à 1525,.
Jean de Chabannes-Dammartin, fils d'Antoine de Chabannes, se réconcilie avec les héritiers de Geoffroy Cœur et établit avec eux un compromis qui fait de lui le seigneur effectif de Saint-Fargeau (et de Charny) moyennant une rente annuelle.
En janvier 1541/1542, Saint-Fargeau est élevé en comté par François Ier au profit de Nicolas d'Anjou-Mézières, arrière-petit fils d'Antoine de Chabannes,.
La fille de Nicolas d'Anjou, Renée d'Anjou-Mézières, épouse François de Bourbon, duc de Montpensier et prince du sang royal. En 1575/1576 le comté de Saint-Fargeau est érigé en duché-pairie, et en 1580 à la mort de Nicolas, sa fille Renée en hérite et l'apporte ainsi aux Bourbon (d'où les fleurs de lys dans le blason de Charny). Leur fils Henry de Bourbon sera marié à Henriette, duchesse de Joyeuse. Ils auront une fille, Marie-Henriette de Bourbon-Montpensier, que Henri IV, en reconnaissance des services rendus par Henry de Bourbon et poussé par Richelieu, mariera à son propre fils Gaston de France, duc d'Anjou et d'Orléans.
En 1583, Sully, premier ministre de Henri IV, épouse Anne de Courtenay qui lui amène le château de Bontin entre Sommecaise et Les Ormes, distant de 13 km. Il apporte quelque renouveau à Charny et sa région. Mais arrivent la fin du XVIe siècle et les guerres de religion; de nouveau Charny, comme bien d'autres à l'époque, connaît une halte dans son développement.
La fille de Marie-Henriette de Bourbon Montpensier et de Gaston de France est Anne-Marie-Louise d'Orléans (1627-1693), duchesse de Montpensier et de Saint-Fargeau, la « Grande Mademoiselle ». Exilée à Saint-Fargeau par son cousin Louis XIV pour cause de Fronde, elle donne Charny à son demi-frère illégitime Louis d'Orléans en 1653 ; mais elle change d'avis par la suite et en 1661 elle vend Charny à Charles Martin marquis de Crèvecœur, seigneur de Vienne (lieudit de la paroisse de Prunoy) et de Prunoy, grand-bailli de Montargis, maréchal des Camps et Armées du Roi, † le 14 juillet 1683, père de Louis Gaston, marquis de Vienne  et de Jacques (1669, † le 30 août 1746),. C'est donc cette année 1661 que la châtellenie de Charny est détachée du comté de « Saint-Fargeau et des pays de Puisaye ».
En 1688 Germain Texier (Famille Texier d'Hautefeuille), seigneur de Hautefeuille et de Malicorne, achète Charny. Il vendit au détail le château, qui était en piteux état. Malgré une longue dispute avec la famille de Chabannes, les Texier d'Hautefeuille furent les seigneurs de Charny jusqu'à la Révolution.
Pendant l'occupation autrichienne de 1814, un magasin militaire est créé à Charny.

### Héraldique
| Blason de Charny | Tiercé en pairle : au premier de sinople à deux clefs d'or passées en sautoir, au deuxième d'or à trois tourteaux de gueules, au troisième d'azur à trois fleurs de lys d'or, au bâton péri de gueules, posé en bande et chargé d'un croissant contourné d'argent. |

Les trois fleurs de lys avec bâton sur azur, sont les armes des Bourbon-Vendôme. Louis de Bourbon Vendôme est le premier à avoir eu cette exacte configuration pour ses armes ; son père Jean VIII de Bourbon-Vendôme avait trois lions au lieu de la lune en croissant sur le bâton.
Les trois « tourteaux sur or » sont les armes des Courtenay (voir Jocelin de Courtenay)

## Politique et administration

### Liste des maires
| Période    | Période          | Identité              | Étiquette    | Qualité                                                                             |
| ---------- | ---------------- | --------------------- | ------------ | ----------------------------------------------------------------------------------- |
| ?          | ?                | Ovide Gabriel Roussel | Républicain  | Propriétaire, Conseiller général du canton de Charny 1833-1847), Député (1849-1851) |
| ?          | ?                | Charles Boulet        |              | Conseiller général du canton de Charny (1871-1874)                                  |
| ?          | ?                | Louis-Jules Métier    | Républicain  | Pharmacien, Conseiller général du canton de Charny (1913-1919)                      |
| ?          | ?                | Pierre Merland        | UDSR-RGR     | Conseiller général du canton de Charny (1945-1958)                                  |
| avant 1988 | 2001             | Marcel Lavergne       | UDF puis DVD | Conseiller général du canton de Charny (1970-2001)                                  |
| 2001       | 2008             | Bernard Jobert        | UDF          | Agent immobilier, Conseiller général du canton de Charny (2001-2008)                |
| 2008       | 31 décembre 2015 | Éric Jublot           |              |                                                                                     |

Charny est nantie d'un SCOT.

## Démographie
L'évolution du nombre d'habitants est connue à travers les recensements de la population effectués dans la commune depuis 1793. À partir du 1er janvier 2009, les populations légales des communes sont publiées annuellement dans le cadre d'un recensement qui repose désormais sur une collecte d'information annuelle, concernant successivement tous les territoires communaux au cours d'une période de cinq ans. 
Pour les communes de moins de 10 000 habitants, une enquête de recensement portant sur toute la population est réalisée tous les cinq ans, les populations légales des années intermédiaires étant quant à elles estimées par interpolation ou extrapolation. Pour la commune, le premier recensement exhaustif entrant dans le cadre du nouveau dispositif a été réalisé en 2007,.
En 2013, la commune comptait 1 617 habitants, en évolution de −4,26 % par rapport à 2008 (Yonne : −0,46 %, France hors Mayotte : +2,49 %).
| 1793 | 1800 | 1806 | 1821  | 1831  | 1836  | 1841  | 1846  | 1851  |
| ---- | ---- | ---- | ----- | ----- | ----- | ----- | ----- | ----- |
| 813  | 794  | 814  | 1 094 | 1 149 | 1 303 | 1 461 | 1 493 | 1 540 |

| 1856  | 1861  | 1866  | 1872  | 1876  | 1881  | 1886  | 1891  | 1896  |
| ----- | ----- | ----- | ----- | ----- | ----- | ----- | ----- | ----- |
| 1 576 | 1 559 | 1 668 | 1 554 | 1 539 | 1 594 | 1 562 | 1 494 | 1 494 |

| 1901  | 1906  | 1911  | 1921  | 1926  | 1931  | 1936  | 1946  | 1954  |
| ----- | ----- | ----- | ----- | ----- | ----- | ----- | ----- | ----- |
| 1 494 | 1 425 | 1 453 | 1 356 | 1 425 | 1 309 | 1 323 | 1 417 | 1 411 |

| 1962  | 1968  | 1975  | 1982  | 1990  | 1999  | 2007  | 2011  | 2013  |
| ----- | ----- | ----- | ----- | ----- | ----- | ----- | ----- | ----- |
| 1 280 | 1 364 | 1 626 | 1 620 | 1 634 | 1 729 | 1 683 | 1 651 | 1 617 |

## Services
Un cabinet vétérinaire se trouve à Charny.

## Lieux et monuments
- Halle Louis Philippe

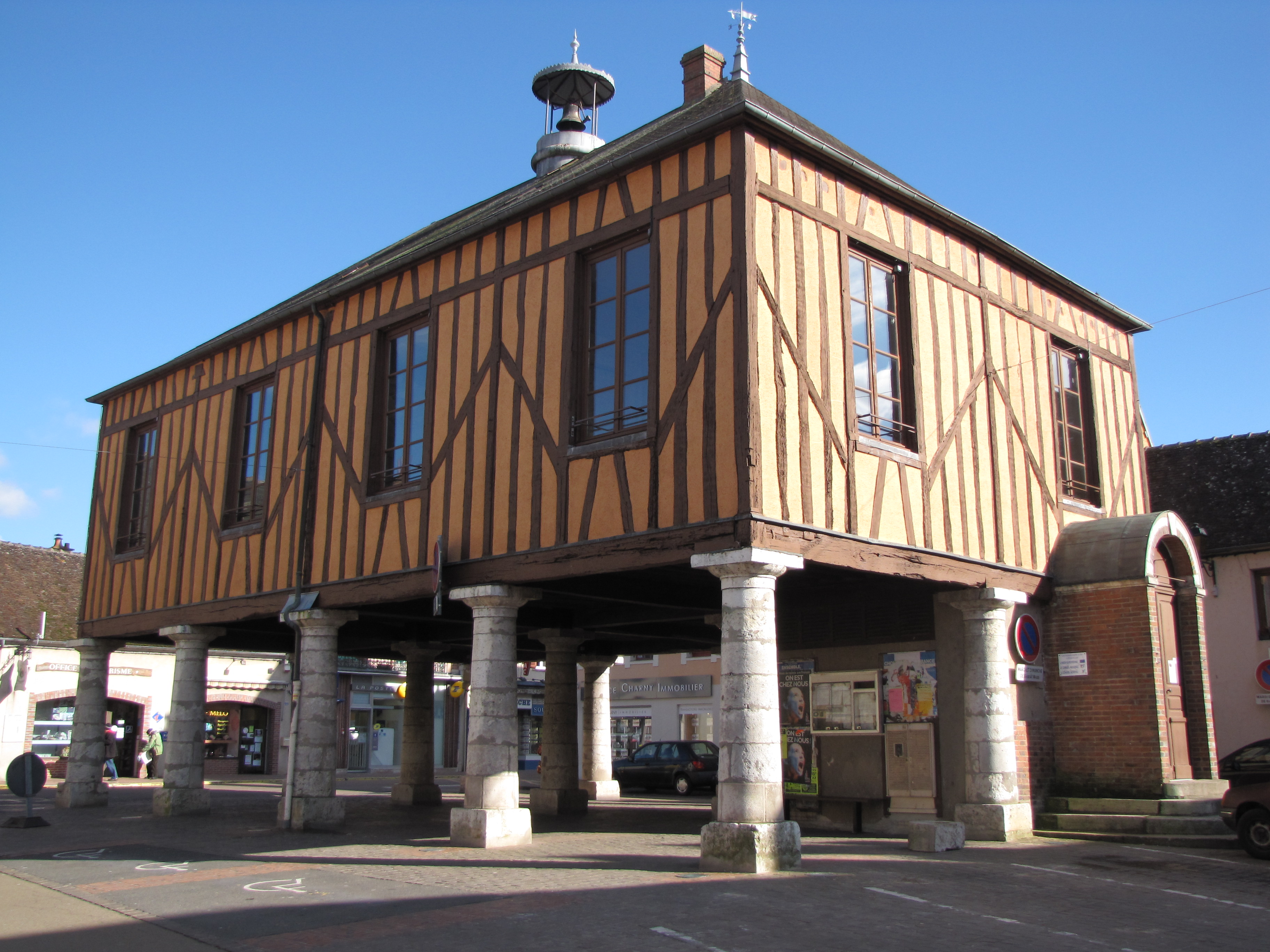
Halle Louis-Philippe.

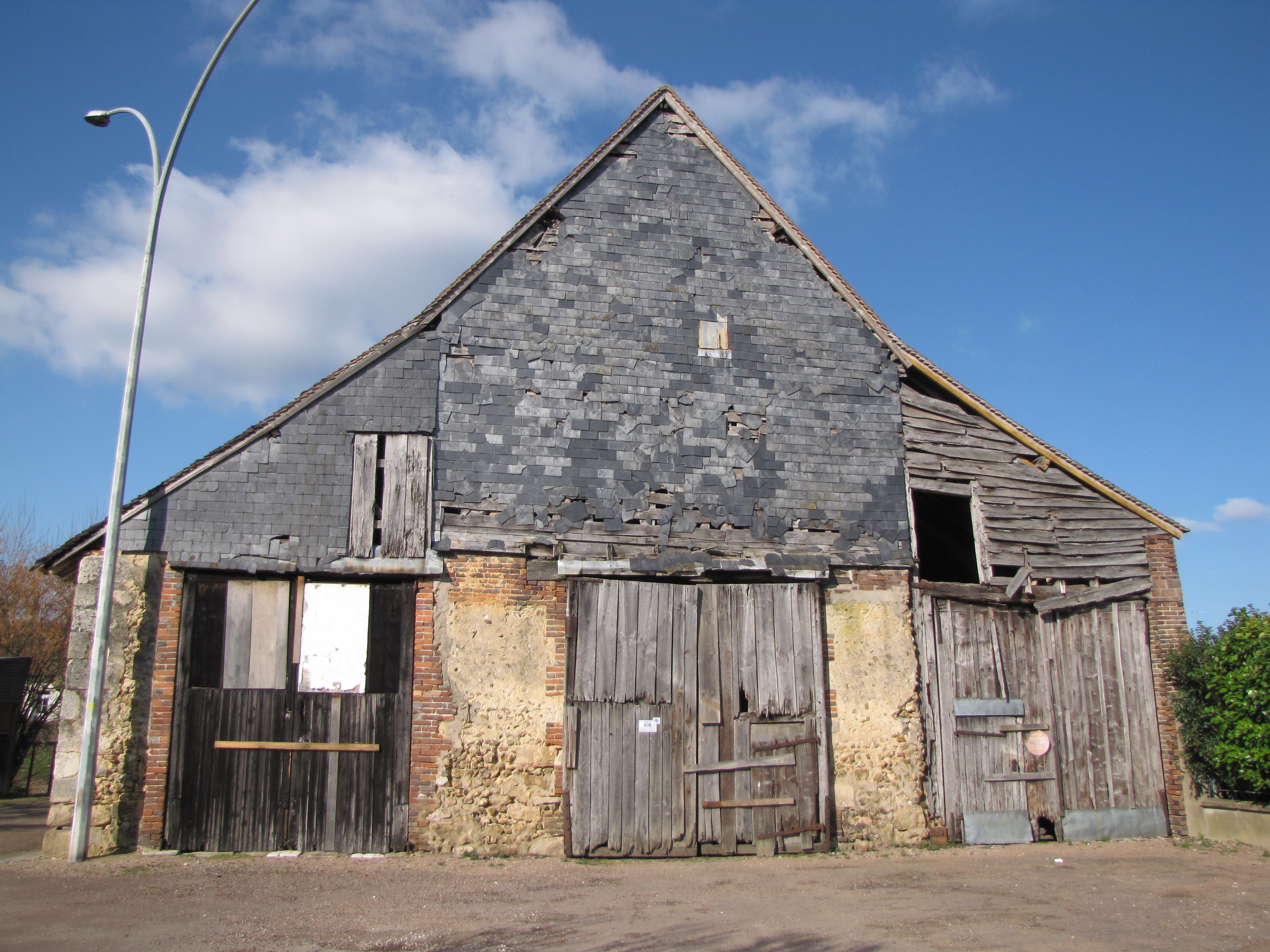
La grange aux dîmes.

Le grand incendie du 24 juillet 1706 dévasta complètement Charny et consuma la vieille halle en bois, implantée à la place d’une mare au temps de François Ier.

On mit 32 ans à reconstruire l’église et la Révolution survint sans que la Halle ne soit rétablie.

Charny se ranime après les guerres du Premier Empire : un relais de poste installé sur la place (hôtel du Cheval Blanc) amène régulièrement les diligences ; le marché prend vigueur : une nouvelle Halle s’impose, mais l’établissement d’une mairie aussi.

Or le maire de Montargis, monsieur Sauvard, entrepreneur de son état, participait à la démolition du château de Montargis, (échelonnée de 1810 à 1837), mettait en vente des éléments réutilisables : c’est ainsi que les pilastres d’une colonnade de l’esplanade furent acquis par une personnalité locale (un notaire dit-on). Ils furent proposés peu après 1830 pour supporter la charpente de la halle. Devant la solidité de l’ensemble la municipalité fit construire sur cette halle, l’édifice municipal demeuré en service pendant 125 ans et qui restera dans l’esprit des Charnyçois comme « l’ancienne mairie » devenue lieu de réunion des associations et lieu d'expositions.

Sur les conseils de Jacques Bouvet, architecte à Charny, la municipalité décide en 1980 la restauration de la halle, en faisant disparaître le vieux crépi qui recouvrait les colombages.
- Grange aux dîmes

Située dans la rue de la République (qui s'ouvre sur la Rue des Ponts), c'est le plus vieux bâtiment de la ville ayant résisté au dernier incendie du XVIIIe siècle avec quelques maisons rue des Ponts. Au Moyen Âge on y déposait la dîme des récoltes. Cet « impôt » pour le clergé représentait 10 % des récoltes des paysans.
- L'église du début du XVIIIe siècle refaite après l'incendie sus-cité.
- Diverses demeures bourgeoises datant des XVIIIe et XIXe siècles. La mairie est installée dans une belle demeure de 1870, anciennement appelée le château Jacot[13].
- Un lavoir du XIXe siècle est situé rue de la Fontaine. En mars 2013 des travaux y sont engagés pour y installer des marches d'accès depuis la rue, et réparer le mur donnant sur la rue.
- La briqueterie de Courboissy s'est installée derrière la mairie (de l'autre côté du chemin de fer) en 1890, et a vu quatre générations de Gauthier s'y succéder. Des difficultés dans les années 1980 ont amené la fermeture de l'entreprise à la fin de cette période. L'activité a repris en 2000 avec Chantal Cailleau et Gilles Nadal sous le nom de Terres cuites de Courboissy, orientée exclusivement sur des carrelages à l'ancienne : c'est une des rares entreprises de fabrication de carrelages en France où sont toujours utilisées les mêmes méthodes d'antan, assurant ainsi d'y retrouver les mêmes qualités que dans les carrelages originaux si recherchés de nos jours pour leur beauté[14].

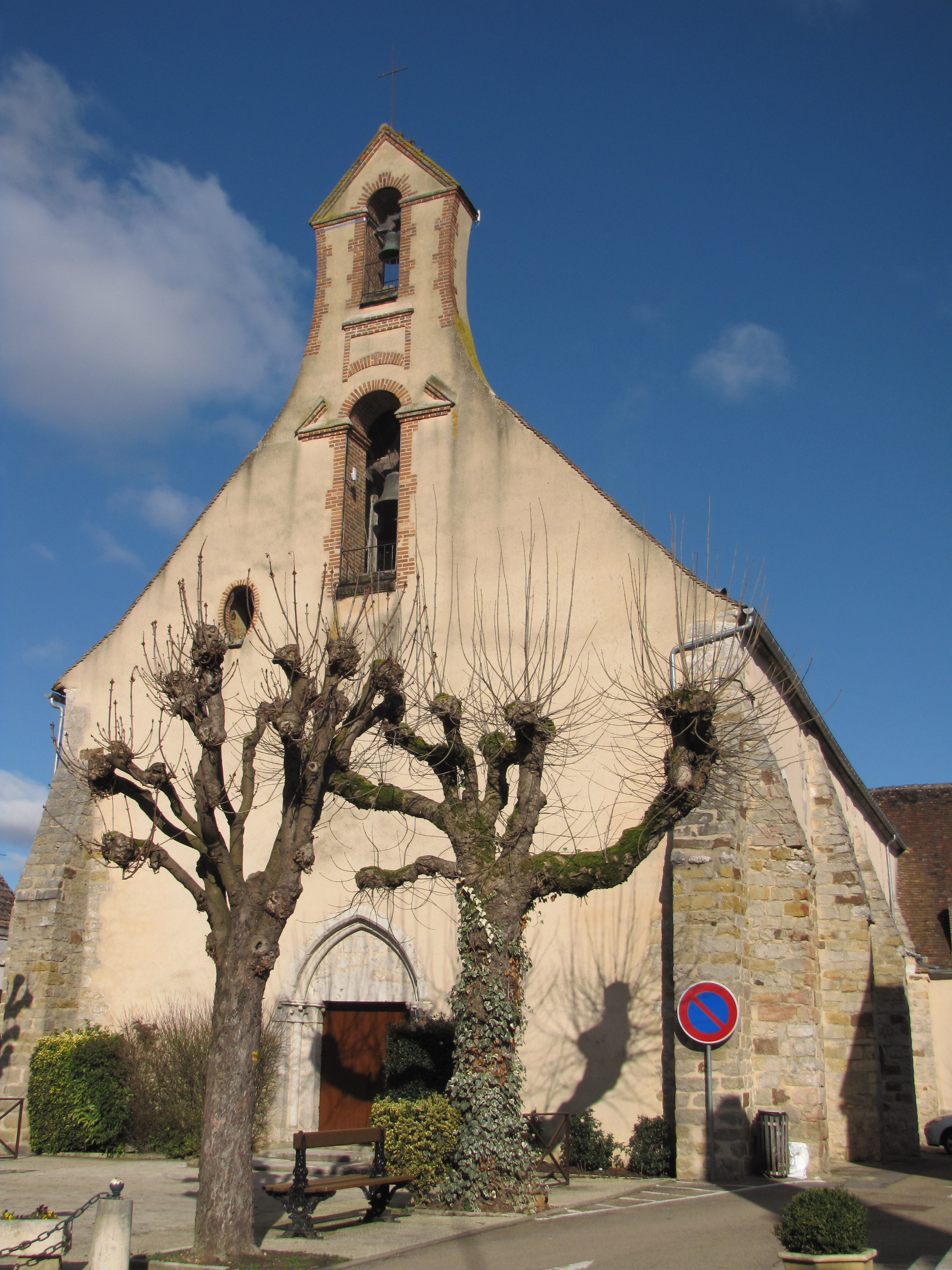
L'église Saint-Pierre.
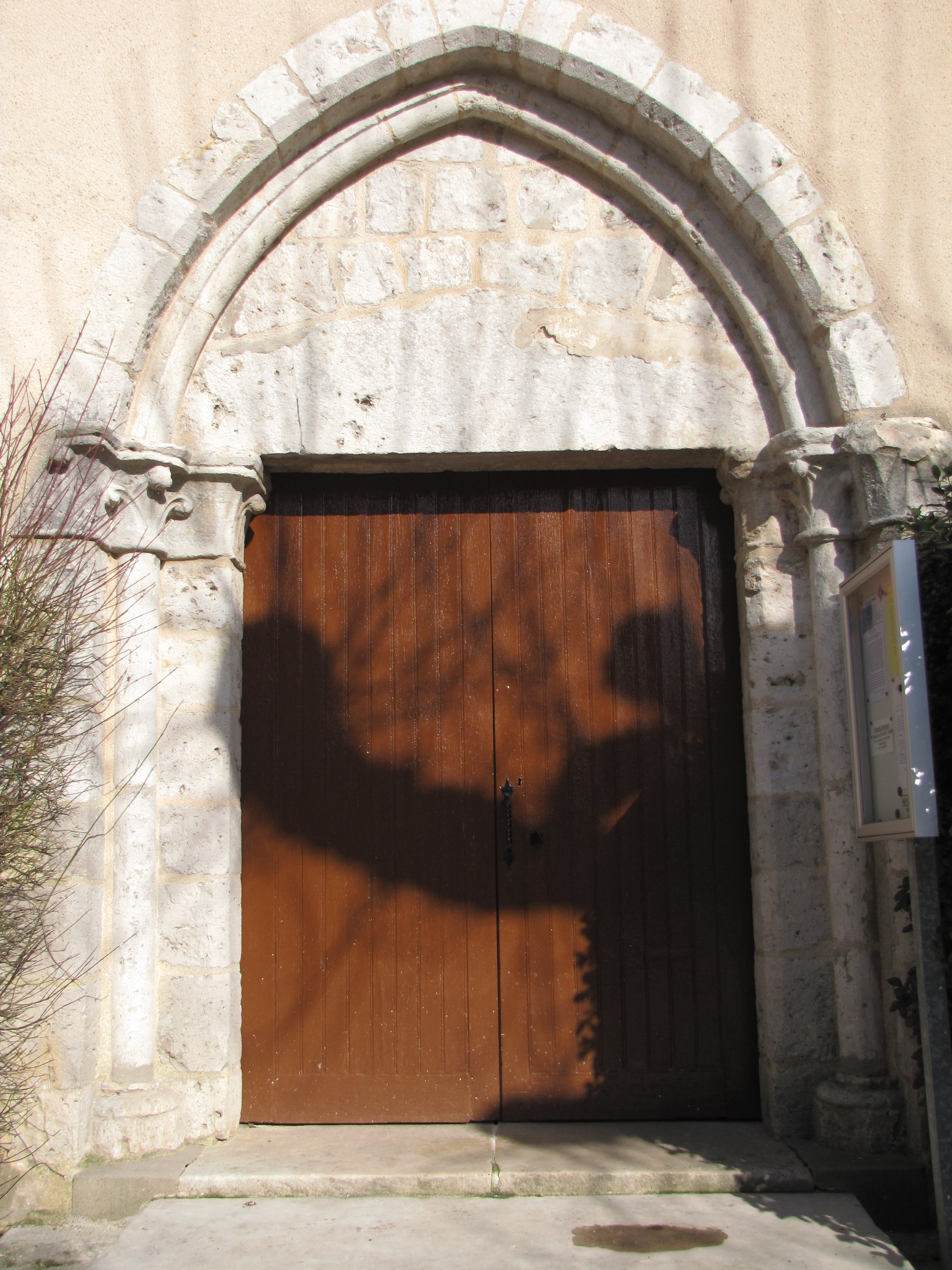
Porche de l'église.
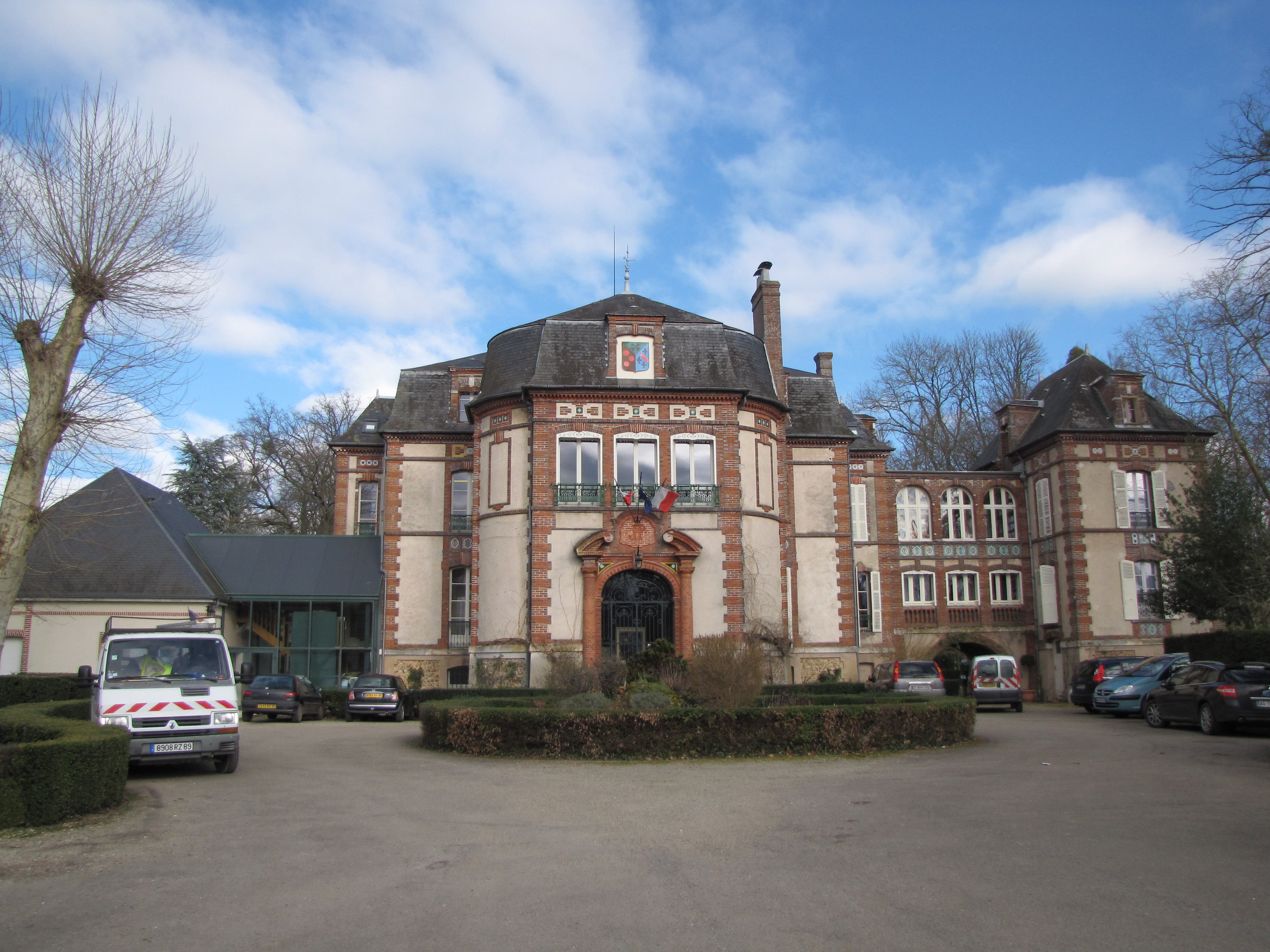
La mairie, dans l'ancien château Jacot.
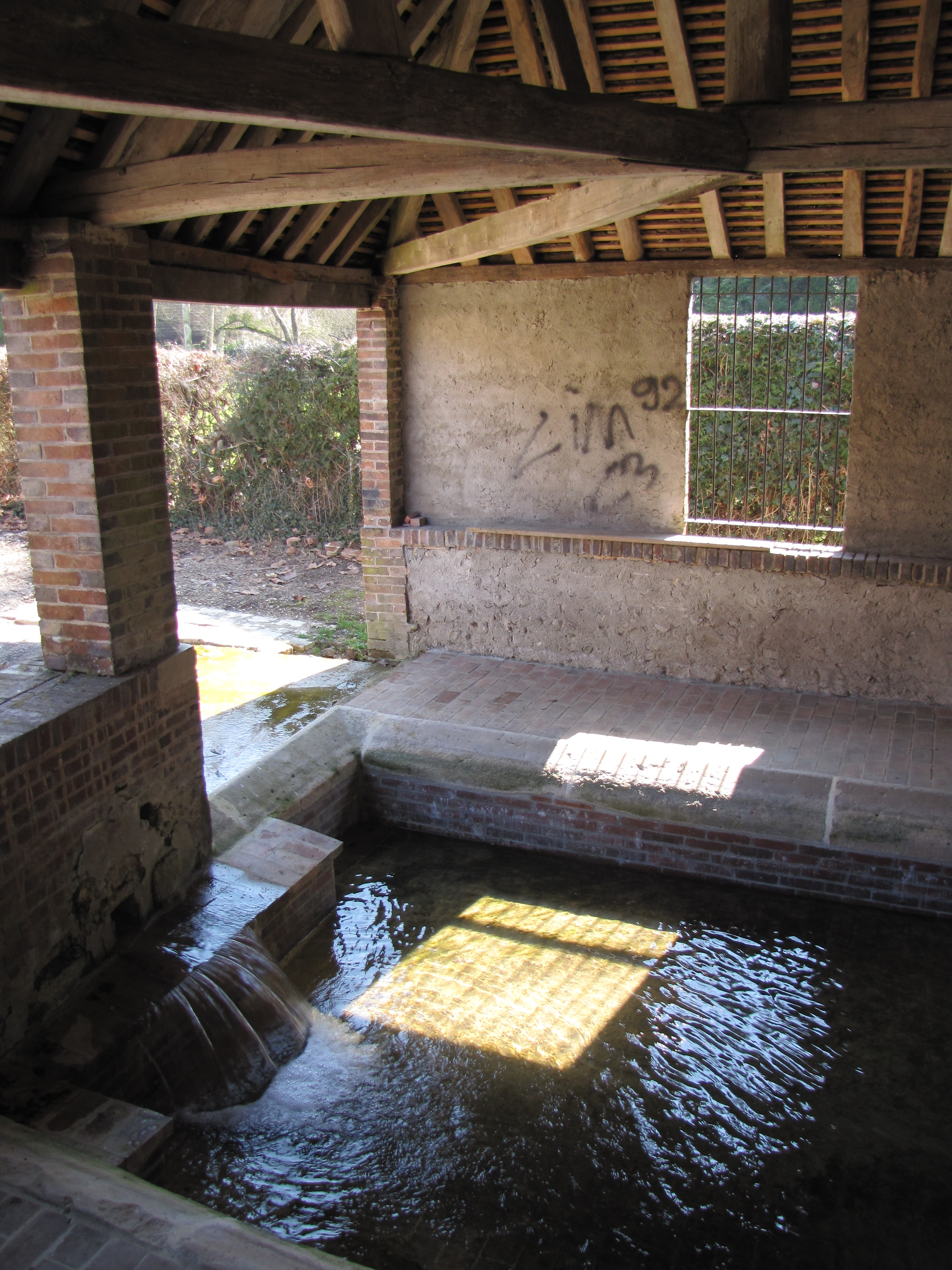
Le lavoir, rue de la Fontaine.

## Environnement
Les dernières plantations du verger conservatoire ont été mises en place début 2012.
C'est également au cours de cette année qu'est étudiée de près la réduction de la consommation électrique sur la commune, avec diverses solutions envisagées. Le maire avait déjà mentionné cette direction de travail dans son discours de vœux en janvier 2012.
La commune inclut trois ZNIEFF :
- ZNIEFF des étangs, prairies et forêts du Gâtinais sud oriental[17],[18]. L'habitat particulièrement visé par cette ZNIEFF est fait d'eaux douces stagnantes ; les autres habitats inclus dans la zone sont des eaux courantes, des prairies humides et mégaphorbiaies, et des bois ;
- ZNIEFF de la prairie d'Avillon[19], avec les mêmes habitats que la ZNIEFF précédente ;
- ZNIEFF de la vallée de l'Ouanne de Toucy à Douchy[20]. Cette ZNIEFF vise particulièrement les habitats d'eaux courantes, mais on y trouve aussi des tourbières et marais, des prairies améliorées, des cultures et des bocages.

## Tourisme

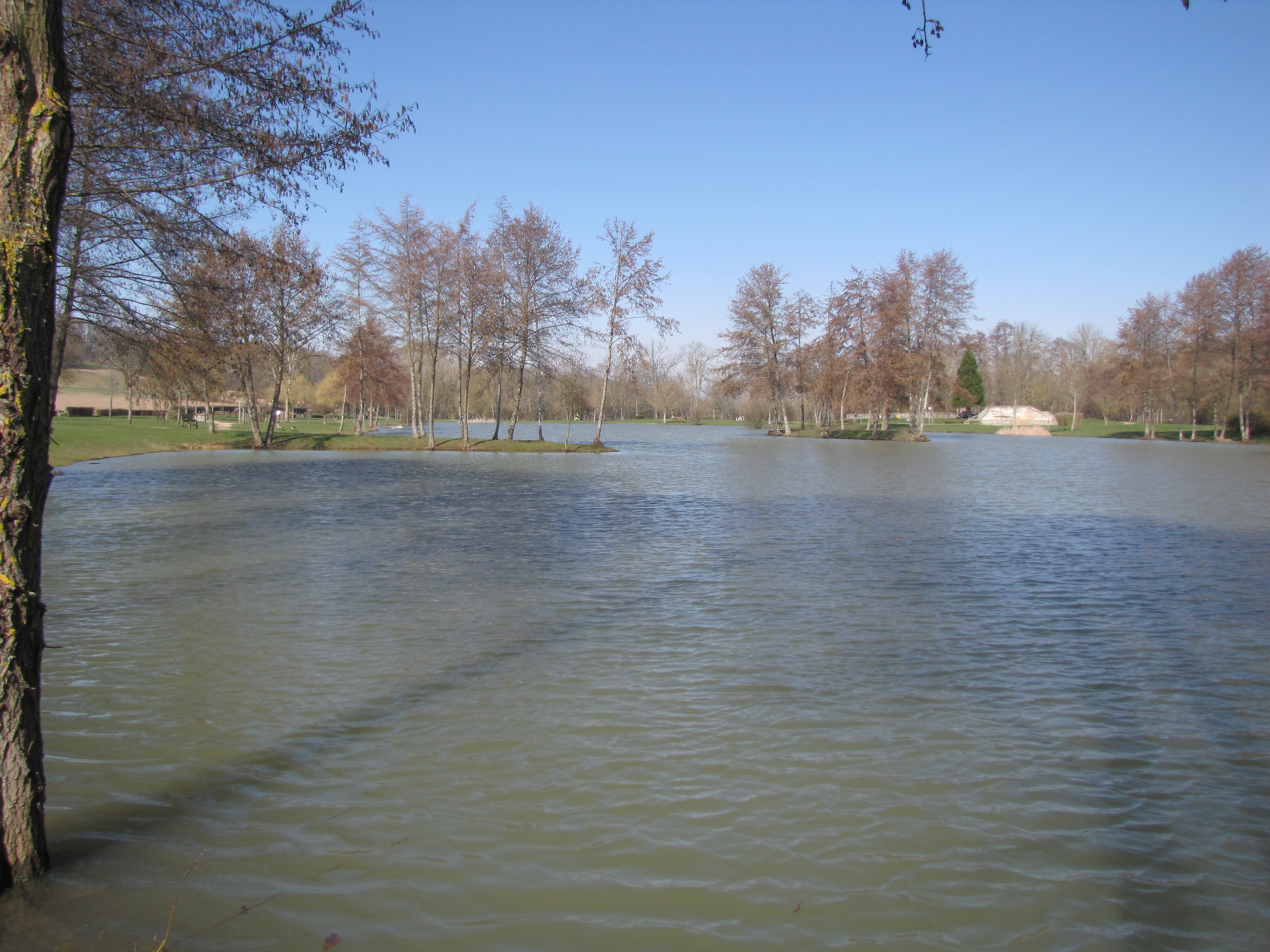
Le plan d'eau municipal.

Le vélorail de Puisaye (ou cyclorail de Puisaye) est en 2012 le plus long de France avec ses 30 km aller-retour reliant Charny à Saint-Martin-sur-Ouanne, Grandchamp et Villiers-Saint-Benoit sur l'ancienne voie SNCF déclassée. Le départ se trouve à la halle à marchandises de Charny. Il s'est arrêté en 2023, après le départ en retraite du gérant.
La base de loisirs de Charny inclut un plan d'eau avec parcours de santé, une aire de jeux et une zone de pique-nique, un mur d'escalade, un chemin piéton du plan d'eau au vieux moulin (passant par le pont de l'érable, le plan d'eau pêche et retour au plan d'eau ludique). L'étang de pêche de 1,5 ha est peuplé de carpes, poissons blancs, sandres et brochets.
La pêche est également pratiquée sur les 9 km de l'Ouanne, rivière de première catégorie, qui traversent la commune.
55 km de randonnée se partagent cinq circuits balisés : Plénoise (13 km), La Ronce (9 km), Les Cormiers (12 km), Les Oiseaux (15 km), La Gravière (6 km).
À Cocico (hameau à la sortie de Charny) on trouve un centre équestre avec école élémentaire d'équitation, un centre de vacances enfants, et une école du cirque.

## Personnalités liées à la commune
- Pierre de Charny, archevêque de Sens
- Bureau de la Rivière, premier chambellan de Charles V, l’un de ses principaux ministres et son ami, régent pendant la minorité de Charles VI[4]

## Jumelages
Charny est jumelée avec Konz-Könen (à 12 km au sud de Trèves et 63 km de Thionville) en Rhénanie-Palatinat, Allemagne, depuis 1970.

## Pour approfondir